# Jeronim Perović

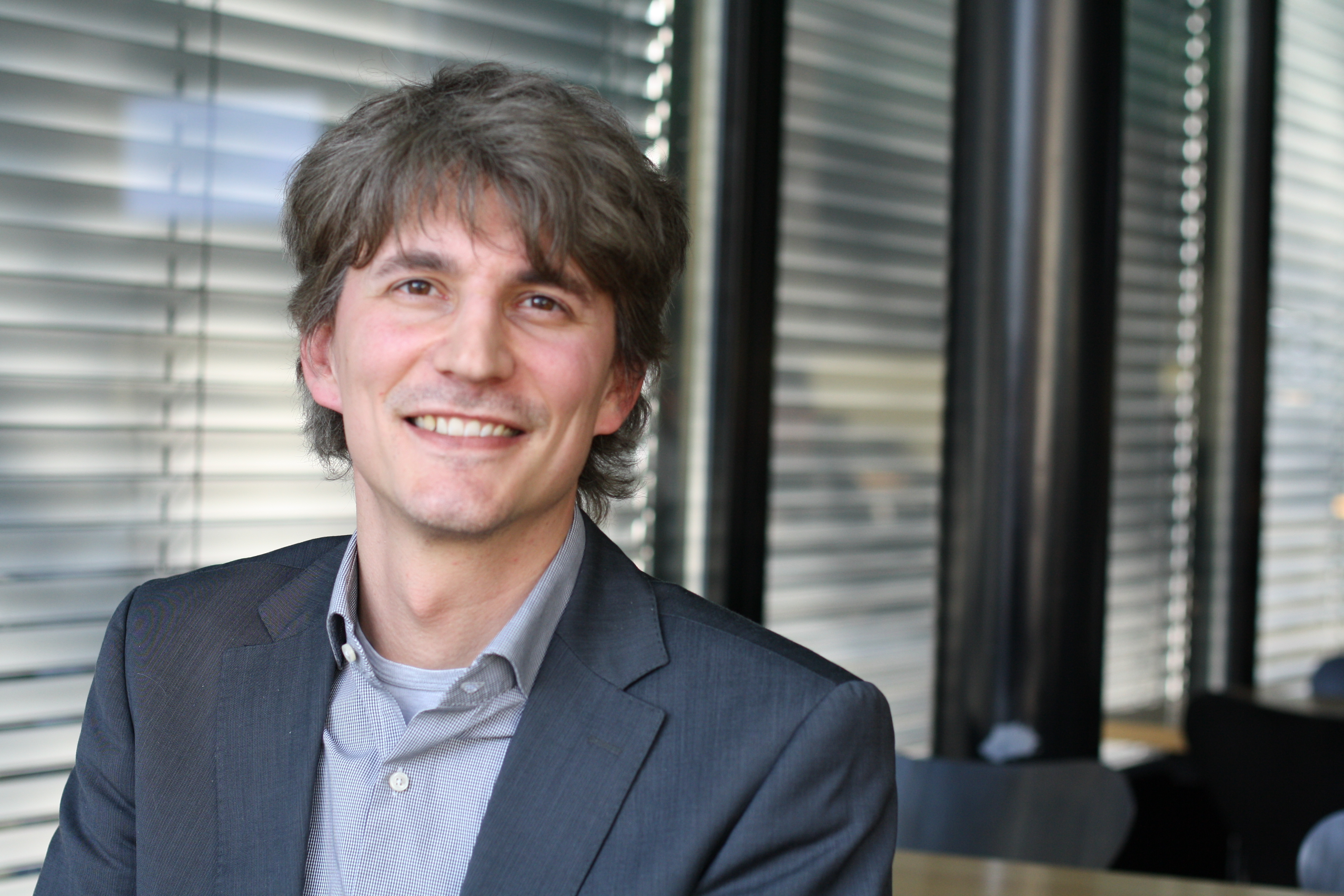
Jeronim Perović, 2012

Jeronim Perović (* 1971 in Winterthur) ist ein Schweizer Historiker und Politikwissenschaftler. Er arbeitet seit 2011 als Professor für Osteuropäische Geschichte an der Universität Zürich und ist Direktor des Center for Eastern European Studies (CEES).

## Leben und Wirken
Perović studierte  von 1991 bis 1997 an der Universität Zürich Geschichte, Politikwissenschaften und Russische Literatur und wurde im Jahr 2001 mit einer Arbeit zum russischen Regionalismus promoviert. 2014 hat er sich an der gleichnamigen Institution zum Thema der nordkaukasischen Geschichte unter russischer Herrschaft habilitiert.
Vor seinem Antritt als Professor an der Universität Zürich war er Wissenschaftlicher Mitarbeiter am Historischen Seminar der Universität Basel (2008–2011) und davor Programmverantwortlicher für den Forschungsbereich Russland/Eurasien am Center for Security Studies der ETH Zürich (1997–2003, 2003–2005). Er hat zahlreiche Aufenthalte an ausländischen Universitäten und Forschungsinstitutionen absolviert. So war er Student an der Russischen Staatlichen Geisteswissenschaftlichen Universität in Moskau (1995–1996), Short-Term Scholar am Kennan Institute des Woodrow Wilson International Center for Scholars in Washington, D.C. (2002), Visiting Scholar am Davis Center for Russian and Eurasian Studies der Universität Harvard (2003–2005) und Guest Scholar am Center for Russian, East European and Eurasian Studies der Universität Stanford (2014).
In seinen Arbeiten befasst sich Perović sowohl mit historischen als auch aktuellen Fragestellungen Osteuropas. An der Universität Zürich forscht und lehrt er zur russischen und sowjetischen Geschichte und zur Geschichte des Balkans ab dem 19. Jahrhundert bis in die Gegenwart. Er leitete zwei vom SNF finanzierte Forschungsprojekte: «Energie und Macht: Eine kulturgeschichtliche Betrachtung von der frühen Sowjetzeit bis zum Russland der Gegenwart» und «Sicherheit, Krieg und Frieden in der Sowjetunion und Russland». Die Ergebnisse seiner Forschungsarbeiten sind u. a. erschienen in den Zeitschriften Europe-Asia Studies, Kritika: Explorations in Russian and Eurasian History, Journal of Contemporary History, Jahrbücher für Geschichte Osteuropas, Journal of Cold War Studies, Geopolitics, Demokratizatsiya. The Journal of Post-Soviet Democratization, Osteuropa. Zeitschrift für Gegenwartsfragen des Ostens und Europa Regional. Daneben hat er eine Reihe von Buchbeiträgen verfasst und an der Herausgabe mehrerer Sammelbände mitgewirkt (erschienen u. a. bei Routledge, Oxford University Press, Palgrave Macmillan und Peter Lang).
Perović ist Gründer und Mitherausgeber der bei Böhlau erscheinenden Buchreihe Osteuropa in Geschichte und Gegenwart und der Online-Zeitschriften Russian Analytical Digest, Caucasus Analytical Digest und Ukrainian Analytical Digest. Er hat sich wiederholt auch zu aktuellen Ereignissen in Osteuropa geäussert und in den Medien Stellung bezogen. Er ist Mitbegründer und Leiter des 2017 gegründeten Center for Eastern European Studies (CEES) an der Universität Zürich.

## Schriften (Auswahl)
- mit Andreas Wenger: Russland und die Osterweiterung der NATO. Herausforderung für die russische Aussen- und Sicherheitspolitik. ETH Forschungsstelle für Sicherheitspolitik und Konfliktanalyse, Zürich 1997, ISBN 3-905641-52-6 (PDF; 545 kB).
- Hrsg. mit Kurt R. Spillmann, Andreas Wenger: Russia’s Place in Europe. A Security Debate. Peter Lang, Bern 1999, ISBN 978-3-906762-21-0.
- Die Regionen Russlands als neue politische Kraft. Chancen und Gefahren des Regionalismus für Russland (Memento vom 1. Februar 2016 im Internet Archive). Peter Lang, Bern 2001, ISBN 978-3-906767-29-1 (Dissertation Universität Zürich).
- Hrsg. mit Andreas Wenger, Robert Orttung: Russian Business Power. The Role of Russian Business in Foreign and Security Relations. Routledge, London 2006, ISBN 978-0-415-37478-1.
- Hrsg. mit Andreas Wenger, Robert Orttung: Russian Energy Power and Foreign Relations. Implications for Conflict and Cooperation. Routledge, London/New York 2009, ISBN 978-0-415-48438-1.
- Hrsg. mit Andreas Wenger, Robert Orttung: Energy and the Transformation of International Relations. Towards a New Producer-Consumer Framework. Oxford University Press, Oxford 2009, ISBN 978-0-19-955991-6.
- Hrsg. mit Philipp Casula: Identities and Politics during the Putin Presidency. The Foundations of Russia’s Stability. ibidem, Stuttgart 2009, ISBN 978-3-8382-0015-6.
- Der Nordkaukasus unter russischer Herrschaft. Geschichte einer Vielvölkerregion zwischen Rebellion und Anpassung. Böhlau Verlag, Wien/Köln/Weimar 2015, ISBN 978-3-412-22482-0.
- Cold War Energy. A Transnational History of Soviet Oil and Gas. Palgrave Macmillan, London 2017, ISBN 978-3-319-49532-3.
- From Conquest to Deportation. The North Caucasus under Russian Rule. Oxford University Press, New York 2018, ISBN 978-0-19-088989-0.
- Hrsg. mit Peter Collmer, Ekaterina Emeliantseva Koller: Zerfall und Neuordnung. Die «Wende» in Osteuropa von 1989/91 (= Osteuropa in Geschichte und Gegenwart. Band 6). Böhlau Verlag, Wien/Köln/Weimar 2015, ISBN 978-3-412-51717-5.
- Rostoffmacht Russland. Eine globale Energiegeschichte. Böhlau Verlag. Wien/Köln 2022, ISBN 978-3-412-52442-5.
- Fuel and Power. Energy, Trade, and Russian Foreign Policy from Lenin to Putin. Cambridge: Cambridge University Press, 2024., ISBN 9781009449090.